# ランザン県
ランザン県（ランザンけん、ベトナム語：Huyện Lạng Giang / 縣諒江?）は、ベトナム社会主義共和国バクザン省の県である。

## 行政区画
以下の2市鎮19社を管轄する。
- ヴォイ市鎮（Vôi / 灰）
- ケプ市鎮（Kép / 𠄳）
- アンハ社（An Hà/ 安河）
- ダイラム社（Đại Lâm / 大林）
- ダオミー社（Đào Mỹ / 桃美）
- ズオンドゥク社（Dương Đức / 陽德）
- フオンラック社（Hương Lạc / 香樂）
- フオンソン社（Hương Sơn / 香山）
- ミーハ社（Mỹ Hà / 美河）
- ミータイ社（Mỹ Thái / 美泰）
- ギアホア社（Nghĩa Hòa / 義和）
- ギアフン社（Nghĩa Hưng / 義興）
- クアンティン社（Quang Thịnh / 光盛）
- タンディン社（Tân Dĩnh / 新穎）
- タンフン社（Tân Hưng / 新興）
- タンタイン社（Tân Thanh / 新清）
- タイダオ社（Thái Đào / 太桃）
- ティエンルック社（Tiên Lục / 先陸）
- スアンフオン社（Xuân Hương / 春香）
- スオンラム社（Xương Lâm / 昌林）
- イエンミー社（Yên Mỹ / 安美）

## 交通
- ベトナム鉄道：ケプ駅